# Ken Morley
Ken Morley (ur. 17 stycznia 1943 w Chorley w Lancashire) – brytyjski aktor, występował w roli generała Leopolda von Flockenstuffena w serialu Allo Allo. W tym sitcomie pojawiał się w serii piątej, szóstej oraz siódmej.